# امرپ

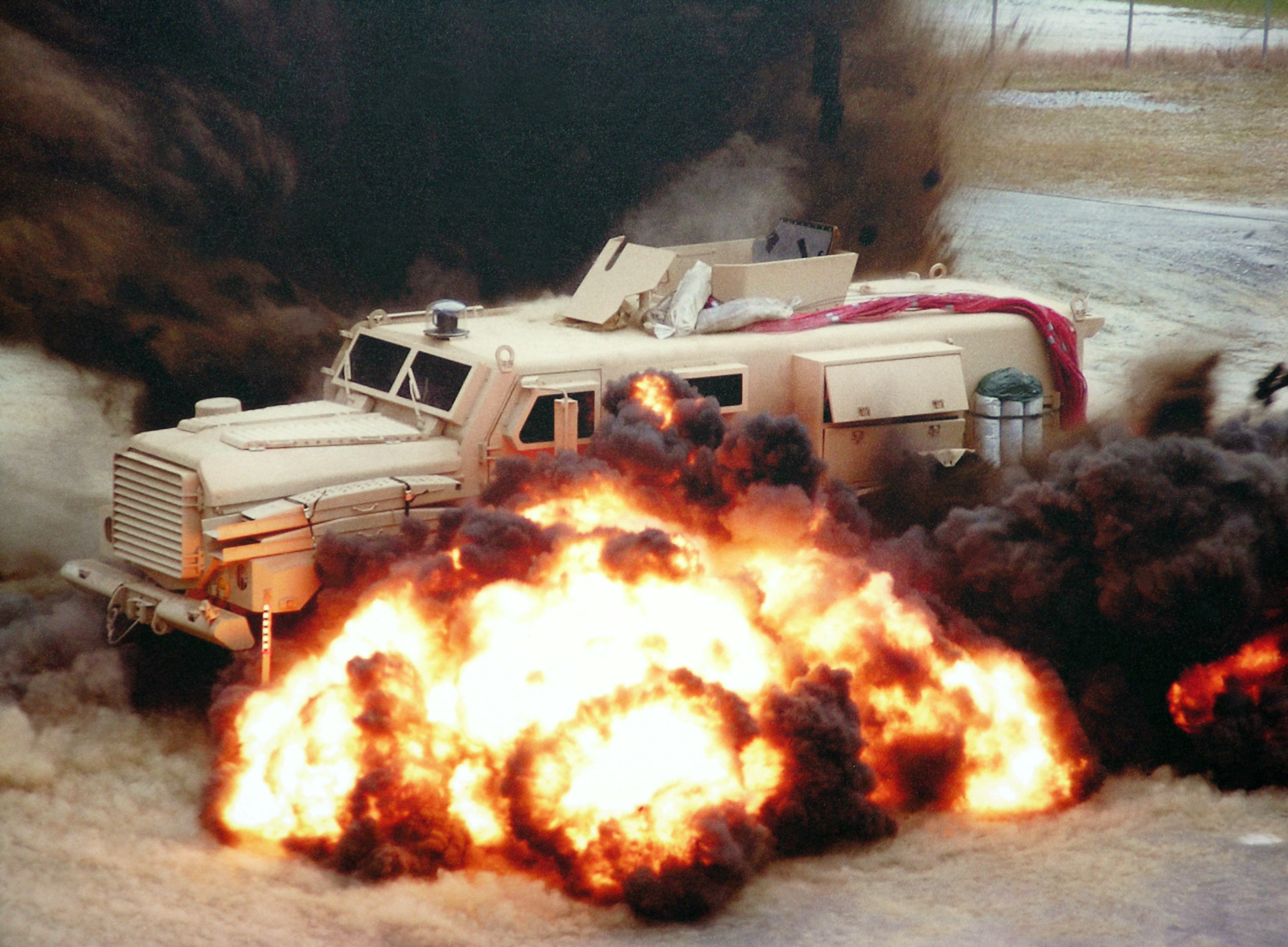
یک کوگار اچ‌ای امرپ که در ژانویه ۲۰۰۷ با مین زمینی آزمایش شده است.

اِمرَپ (انگلیسی: MRAP) که مخفف کلمه‌های «Mine-Resistant Ambush Protected» است به معنی مقاوم و محافظت شده در برابر مین و کمین می‌باشد. امرپ‌ها به طور خاص برای مقاومت خودروهای نظامی در برابر بمب کنارجاده‌ای (IED) و کمین‌ها طراحی شده‌اند. 